# Tripterygion tripteronotum
Tripterygion tripteronotum is een straalvinnige vis uit de familie van de drievinslijmvissen (Tripterygiidae). De wetenschappelijke naam van de soort is voor het eerst geldig gepubliceerd in 1810 door Antoine Risso.
De soort komt uitsluitend voor in de Middellandse Zee, en is daar algemeen.
Het mannetje in broedkleed is rood, met een zwarte kop. Het zwart reikt tot aan de borstvinnen.